# Кудрявський узвіз
Кудря́вський узві́з — вулиця в Шевченківському районі міста Києва, місцевість Кудрявець. Пролягає від вулиці Кудрявської і Несторовського провулку і доГлибочицької вулиці.

## Історія
Вулиця побудована у 30-ті роки ХХ століття, мала назву Нова. З 1939 року набула назву спуск ім. Хользунова, на честь радянського військового пілота Героя Радянського Союзу В. С. Хользунова. Сучасна назва — з 1944 року (повторне рішення — 1955 року).

## Зображення

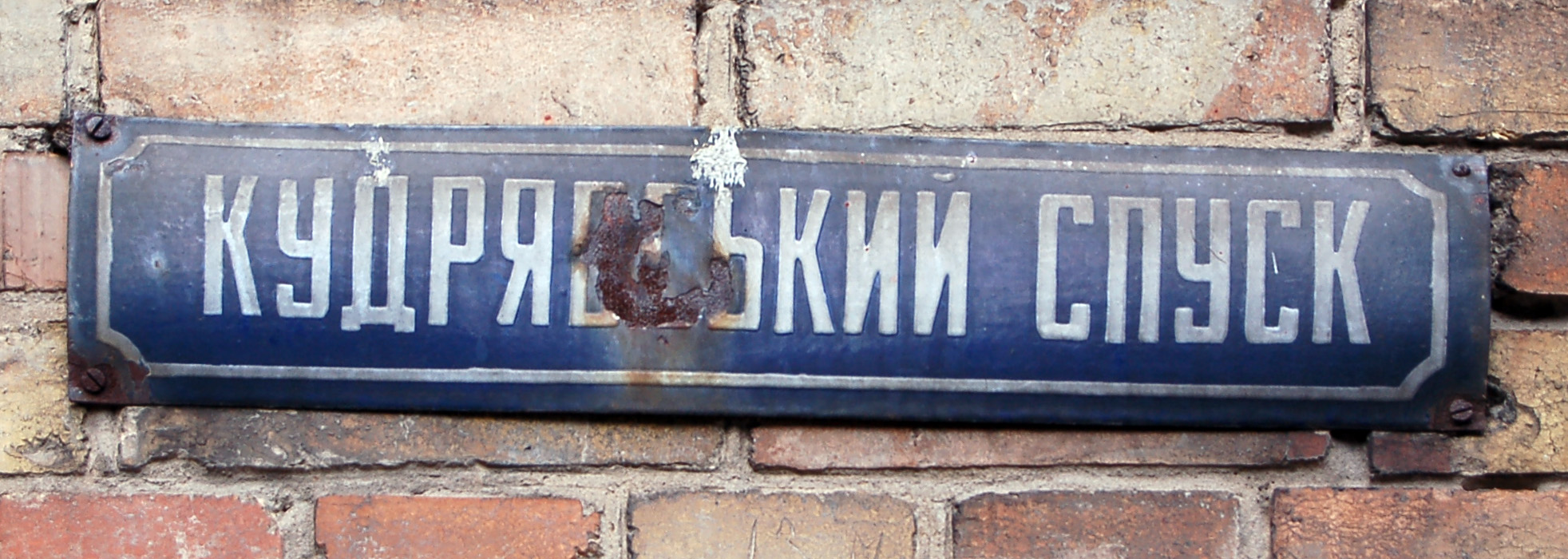
Адресна табличка радянських часів